# Vlag van Indre-et-Loire

Vlag van Indre-et-Loire

De vlag van Indre-et-Loire is de niet-officiële vlag van het Franse departement Indre-et-Loire. Net als de meeste andere departementen van Frankrijk heeft Indre-et-Loire geen officiële vlag, maar wordt de hier rechts afgebeelde vlag op niet-officiële wijze gebruikt. De vlag is afgeleid van het wapen van dit departement.
De vlag bestaat uit een blauw veld bezaaid met gouden lelies in een geblokt rood-wit kader.
De vlag van het departement is ook dat van de voormalige provincie Touraine tot 1793. De blauwe achtergrond met gouden lelies is afgeleid van het Franse koninklijke wapen. De rood-wit kader is afgeleid van het wapen van de Basiliek en Abdij van Sint-Maarten van Tours, de hoofdstad van Touraine.

Vlag van Touraine